# The Prodigal Stranger
Albums de Procol Harum
Something Magic
(1977) The Long Goodbye
(1995)
The Prodigal Stranger est un album de Procol Harum sorti en 1991. Il est dédié au batteur du groupe, B. J. Wilson, mort l'année précédente.
The Prodigal Stranger marque la reformation de Procol Harum, séparé en 1977, avec Gary Brooker, Matthew Fisher, Keith Reid et Robin Trower. Trower quitte à nouveau le groupe après la sortie de l'album, il est remplacé par Geoff Whitehorn pour les concerts de promotion.

## Titres
1. The Truth Won't Fade Away – 4:19
2. Holding On – 4:18
3. Man With a Mission – 4:10
4. (You Can't) Turn Back the Page – 4:00
5. One More Time – 3:43
6. A Dream in Ev'ry Home – 4:04
7. The Hand That Rocks the Cradle – 4:07
8. The King of Hearts – 4:23
9. All Our Dreams Are Sold – 5:31
10. Perpetual Motion – 4:48
11. Learn to Fly – 4:26
12. The Pursuit of Happiness – 4:00

## Musiciens
- Gary Brooker : piano, chant
- Matthew Fisher : orgue
- Robin Trower : guitare
- Mark Brzezicki : batterie
- Dave Bronze : basse
- Jerry Stevenson : guitare, mandoline
- Keith Reid : paroles
- Henry Spinetti : batterie (1)
- Steve Lange, Maggie Ryder, Miriam Stockley : chœurs (2)